# Beszédmód
Beszédmódnak a nyelv használatának olyan változatát nevezik, amelynek sajátosságát nem a közlésnek a közlési helyzethez történő funkcionális megfeleltetése, sem pedig a beszélőnek valamely társadalmi csoporthoz való tartozása, hanem a beszélő meghatározott attitűdje, beállítottsága határozza meg.
A legismertebb beszédmód, melynek kapcsán Péter Mihály a beszédmód fogalmát bevezette, a szleng.